# ديميتري ايفانوف (لاعب كرة قدم روسي)
ديميتري ايفانوف هو لاعب كرة قدم روسي، ولد في 6 سبتمبر 2000.